# Messemotorvejen
De Messemotorvejen (Nederlands: Messe-autosnelweg) is een autosnelweg in Denemarken, die ten zuiden van Herning loopt. De autosnelweg begint bij Knooppunt Herning Syd, waar hij aansluit op de Midtjyske Motorvej, en eindigt ten westen van Herning. De autosnelweg is genoemd naar het Messecenter Herning, een expositiehal en entertainmentcentrum in Herning.
De Messemotorvejen is administratief genummerd als M68. Op de bewegwijzering wordt echter gebruikgemaakt van de primærrute die over de weg loopt, de Primærrute 15. Deze weg loopt van Grenaa via Aarhus en Herning naar Ringkøbing. Ook de Primærrute 12 loopt een stuk mee met de Messemotorvejen.

## Geschiedenis
De Messemotorvejen is een relatief jonge autosnelweg, net als de andere snelwegen rond Herning. De weg is aangelegd tussen 2006 en 2008.